# Orecchiette
Les orecchiette sont des pâtes alimentaires  au blé dur, en forme de petites oreilles — oreille se dit orecchio en italien — originaires des régions italiennes des Pouilles et du Basilicate.

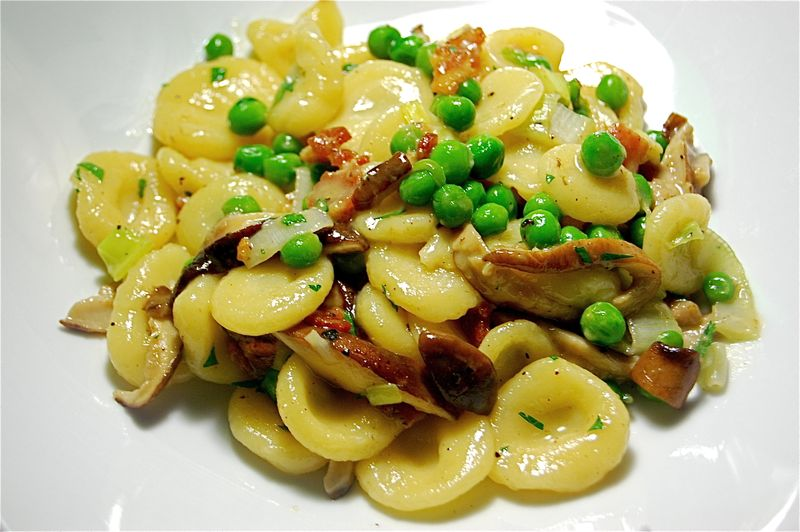
Après cuisson.

Appelées chiancarelle en dialecte tarantin, l'appellation orecchiette est préservée via le label Prodotti agroalimentari tradizionali italiani (produits agroalimentaires traditionnels italiens) dans les régions des Pouilles et du Basilicate.
Une tradition culinaire des Pouilles voulait qu'elles soient pressées une par une avec le pouce sur un rouleau à pâtisserie pour obtenir leur courbure caractéristique.